# 園田静香
園田 静香（そのだ しずか、6月23日 -）は、東京都中央区銀座のクラブ経営者。多くの文化人の集まる“文壇バー”のママとして著名。熊本県熊本市出身。
2020年2月6日熊本の観光や農産物などを全国に紹介する「くまもと誘友名誉大使を任命された。

## 略歴
私立尚絅高等学校時代に、国税局や自衛隊のポスターや地元企業のテレビCMモデルに採用された。1968年9月に上京、11月27日に東京銀座に「クラブ数寄屋橋」を開店した。
文壇からの最初の客は黒岩重吾。続いて、早乙女貢、渡辺淳一、森村誠一、生島治郎、大薮春彦、など当時の若手気鋭作家の御用達のクラブとして人気を集めた。吉行淳之介、南條範夫、新田次郎、柴田錬三郎、松本清張など当時の大家や漫画家も足を運ぶようになり、多くの著名な政治家、財界人からの支持を受け、銀座の“文壇バー”としての地位を確立し、現在に至る。同業者でもあった作家山口洋子からも「数寄屋橋こそ第一」と評価された。
なお自身も、装丁（30冊以上）、エッセイ（3冊）、絵画（新世紀美術展入賞）、作詞作曲など、文化人としての活動実績を残している。
2017年4月には50周年を祝うために開催された記念パーティー（司会：北方謙三、大沢在昌）には、文化人をはじめ700名以上が出席した。

## 人物
常連客の代表であった黒岩重吾によれば、その性格は“不思議な女性”。「知り合って25年近くになるが、初対面の時と殆ど変わらない」とのコメントが『グラスの向こうに』に寄稿されていた。また、母親が日本舞踊板東流の師匠をしていた影響で幼少時より日本舞踊を習得。
現在もクラブでのイベントでオリジナルの踊りを披露し続けている。イベントのために自作した曲が、手塚治虫などの常連客に評価され、1987年には、LP『静一人』（手塚治虫プロデュース、非売品）が作成され、その中の一曲『帷り』は、加門亮の持ち歌として発売された。また、外国人記者クラブをはじめ様々な講演活動も実施している。
昭和における歴史的VIPとの広い人脈を保持することから、「昭和の伝説」などと称される。2005年2月に出版された「『文壇バー』 君の名は数寄屋橋」には、時代を代表する作家・芸術家（57人）からの寄稿を受けた。

## エピソード
- 入居していたビル保有者の倒産により、2003年12月に移店を余儀なくされた際、クラブ数寄屋橋に通う文化人らが、記念として旧店の壁紙を剥がして持ち帰りはじめ、壁一面が丸裸になった。
- 園田静香は、店を一日も休業しないことをポリシーとしており、移店時ですら一日も休まずに客を迎えた。
- 外国人記者クラブから、銀座文化についての講演を依頼された際には、まず日本文化をアピールしたいという当人からの案により、講演の最後に居合いと殺陣を披露し、「SAMURAI MAMA」として各国に紹介された。

## エッセイ
- グラスの向こうに（文藝出版社1991年 月）
- 『文壇バー』 君の名は数寄屋橋（財界研究所 2005年2月）
- 銀座の夜の神話たち 18250日の物語（財界研究所 2017年4月 ISBN 978-4-87932-122-0）

## 装丁
- 野望の青春（梶山季之著 1969年 実業之日本社）
- 砂の碑銘（森村誠一著 1976年 実業之日本社）
- 松前重義著作集2 詩歌集（松前重儀著 1976年 東海大学出版会）
- 異型の白昼（森村誠一著 1977年 サンケイ出版）
- 夜の刑事（菊村到著 1977年 サンケイ出版）
- 異常者（笹沢左保著 1978年 徳間書店）
- 私のレコード百年史 音楽半世紀の足跡（長田暁二著 1978年 英知出版）
- 告白的書生遍歴（川上宗薫著 1978年 サンケイ出版）
- 友よ、背を向けるな（生島治郎著 1979年 実業之日本社）
- ベッドの上の迷路（菊村到著 1980年 サンケイ出版）
- 死者に捧げる殺人（西村京太郎著 1982年 双葉社）
- 雅子、お前しかない （小林秀美 1988年 有楽出版社）
- 彷徨 哲学堂の怪人が行く（小林秀美著 1994年 廣済堂出版）

## 装画
青春の十字架LPジャケット（ダークダックス）

## 受賞
- 東京都立美術館 新世紀美術展入選（1977年5月）
- 日本作家クラブ賞 （1977年10月第5回日本作家クラブ賞）

2020年2月6日くまもと誘友名誉大使就任

## 作詞作曲
帷り（加門亮）